# Stig Dalager
Stig Dalager, född den 19 oktober 1952 i Frederiksberg, är en dansk författare, poet och dramatiker.

## Biografi
Dalager är son till en köpman. När han var fem år flyttade familjen till Helsingör, där hans föräldrar övertog en köpmansförrättning. Han gick i gymnasiet i Herning och tog därefter hyra som mässpojke i handelsflottan. 
Han tog magistersexamen i komparativ litteratur vid Århus universitet, och doktorerade i nordisk litteratur tillsammans med sin dåvarande fru Anne-Marie Mai med ett verk om danska kvinnliga författare. Han har därefter bott i bland annat Leipzig, New York och Wien.

## Författarskap
Dalager debuterade som författare 1980 med Hærværksforeningen og andre noveller, och har skrivit både romaner och poesi, men är framför allt känd som dramatiker. Bland hans romaner märks utvecklingsromanen Jon (1986) och Glemsel og erindring (1992). Romanen Rejse i blåt (2004), om H.C. Andersen, finns översatt till svenska som Resa i det blå (Alhambra förlag, 2005).
Han har gett ut flera diktsamlingar, bland annat Århus-elegi (1986). På svenska finns Wienerdagar (1995).
Hans dramatik har ofta historiska motiv, och flera av hans pjäser har spelats utomlands. Bland hans pjäser kan nämnas En aften i Hamborg: en historiefantasi over P.A. Heiberg og Thomasine Gyllembourg (1982), Nat i Venedig (1987), om danska turister på 1880-talet, Herre og skygge: et drømmespil frit over H.C. Andersen (1992), En historie om forræderi (1992), Drømmen (2000), som har kriget i Kosovo som bakgrund, samt American Elektra (2007), en nydiktning av Sofokles Elektra med Irakkriget som bakgrund.